# Poiana de Sus (okręg Jassy)
Poiana de Sus – wieś w Rumunii, w okręgu Jassy, w gminie Țibana. W 2011 roku liczyła 490 mieszkańców.